# Udon
Udon (饂飩 (Ôn đồn)/ うどん/ ウドン thường viết là うどん) là một loại mỳ sợi làm từ bột mì, thường dùng trong ẩm thực Nhật Bản. Món ăn này ở dạng đơn giản nhất thường được phục vụ nóng dưới dạng mì nước, như kake udon, trong một loại nước dùng có hương vị nhẹ gọi là kakejiru, được làm từ dashi, nước tương, và mirin. Udon thường được bày biện với hành lá xắt nhỏ xếp bên trên. Các món ăn kèm thường gặp khác bao gồm tempura, thường là tôm cỡ lớn hoặc kakiage (một loại vụn tempura hỗn hợp), hoặc aburaage, một loại đậu phụ chiên ngập dầu dạng túi được tẩm đường, mirin, và nước tương. Người ta cũng hay thêm một lát mỏng kamaboko, chả cá có hình bán nguyệt, và bột shichimi cũng có thể được cho vào để tăng thêm hương vị.
Có nhiều loại hương vị nước dùng và đồ ăn kèm khác nhau, tùy vào vùng miền. Thông thường, các địa phương phía Đông sử dụng loại nước dùng màu nâu đậm, nấu từ nước tương đậm (koikuchi shōyu), và phía Tây thì dùng loại nước dùng màu nhạt hơn, nấu từ nước tương vị thanh hơn (usukuchi shōyu). Điều này đáng chú ý trong các loại mì ăn liền đóng gói, thường được bán riêng làm hai loại cho phía Đông và phía Tây. Currynanban là một biến thể phổ biến khác, được phục vụ trong nước dùng cà ri.

## Nguồn gốc

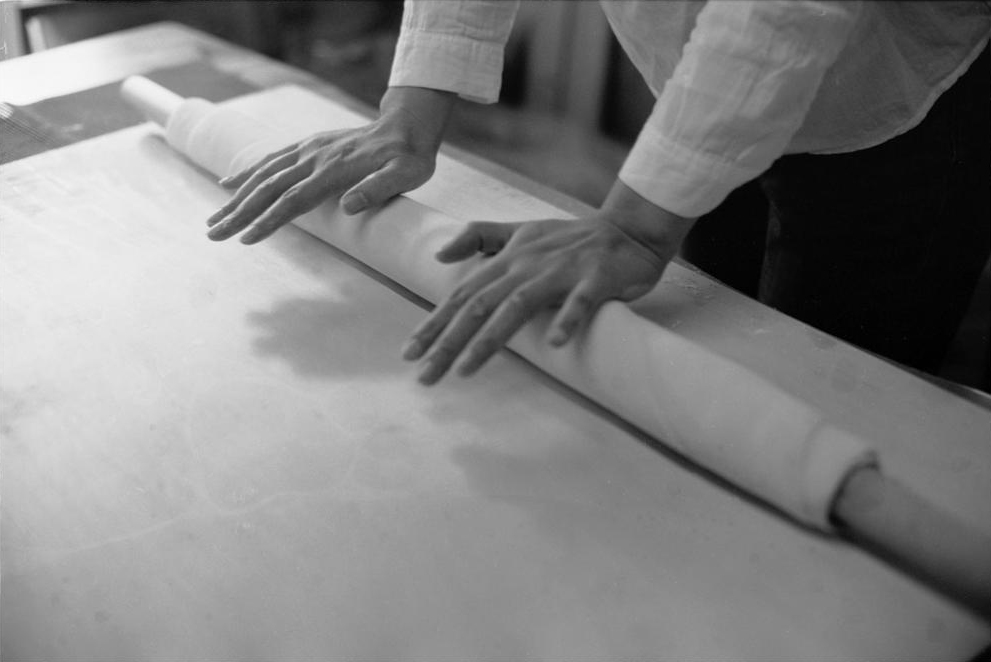
Một đầu bếp đang nhào bột nhão để làm udon

### Dùng nóng

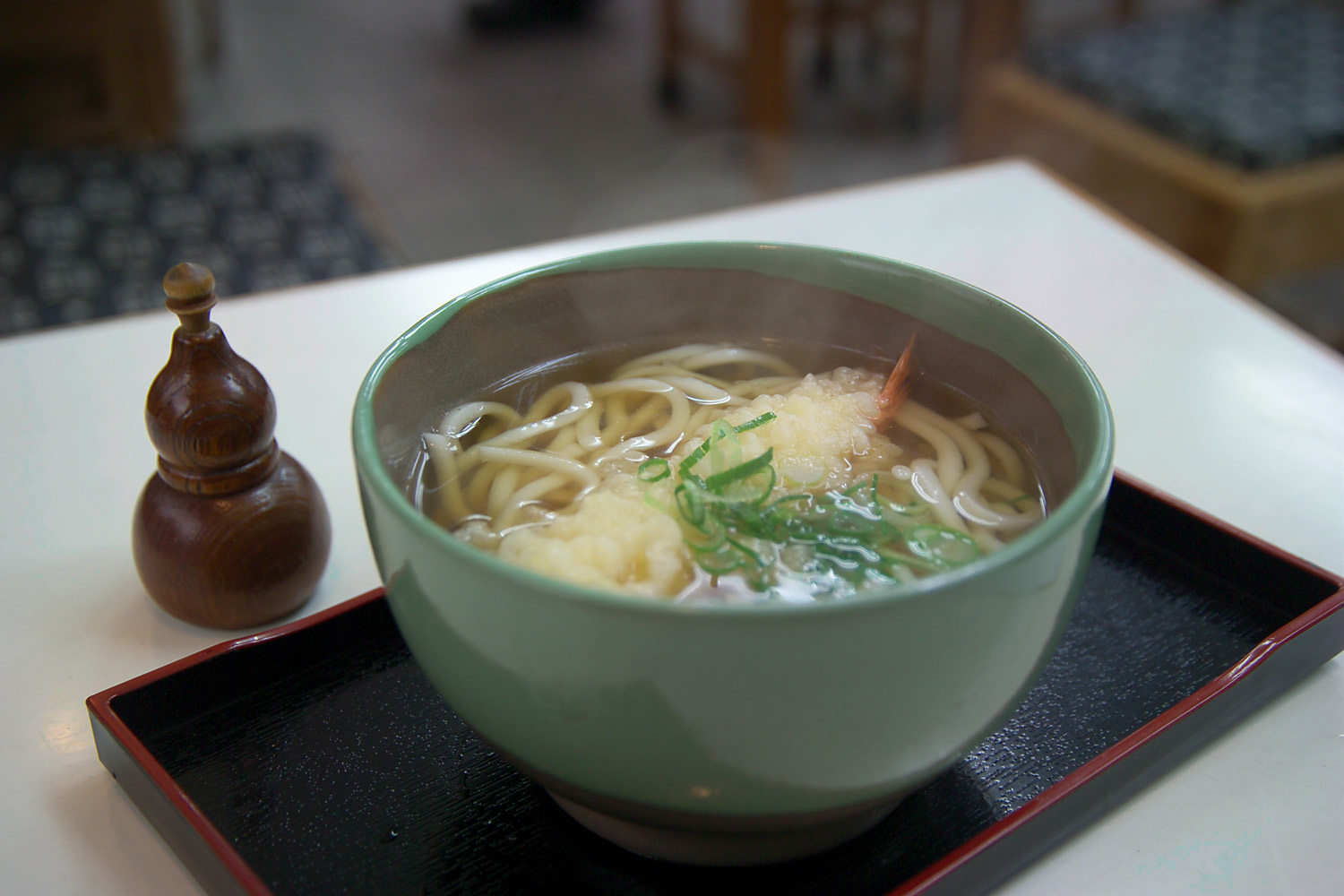
Tempura udon

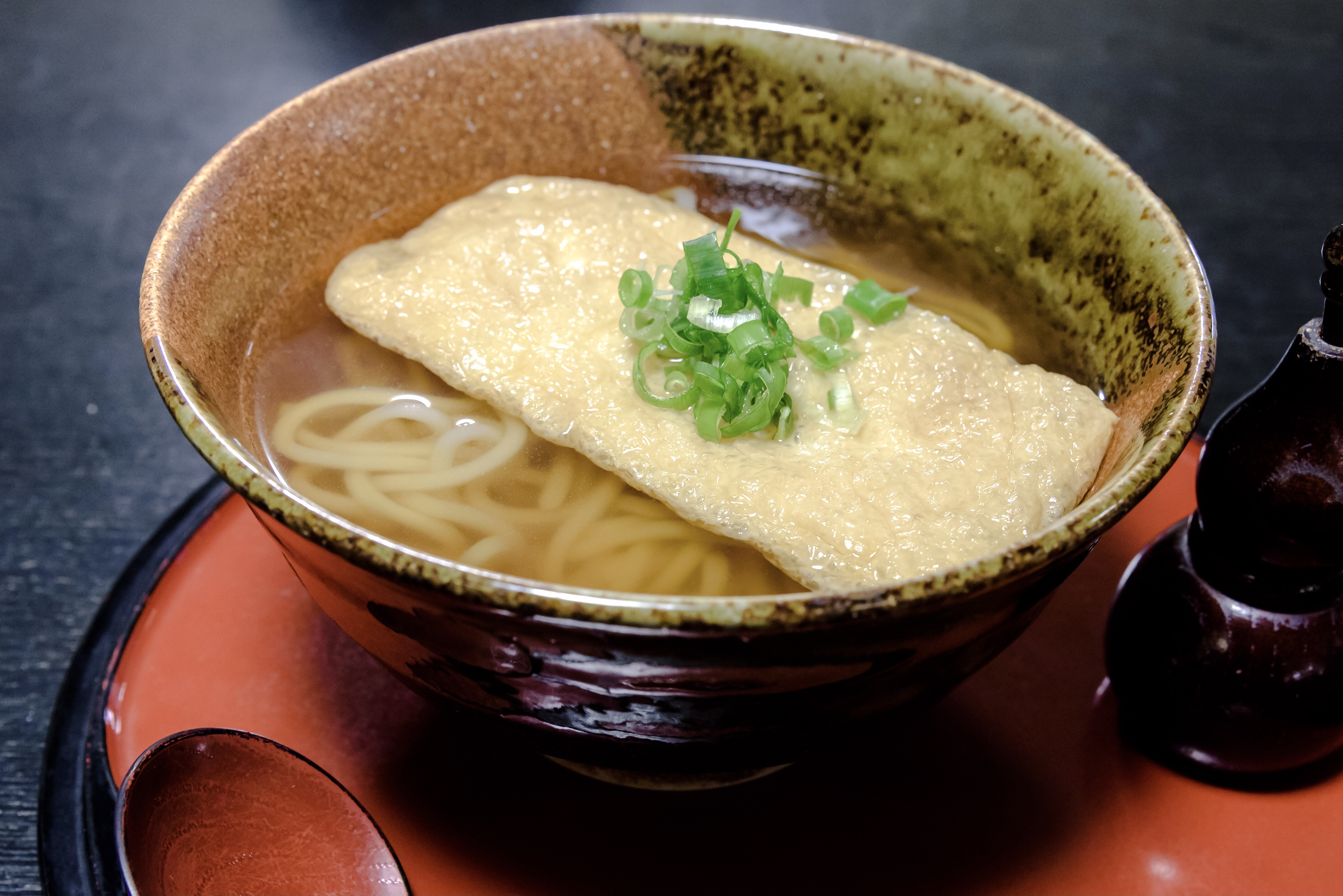
Kitsune udon

### Dùng lạnh

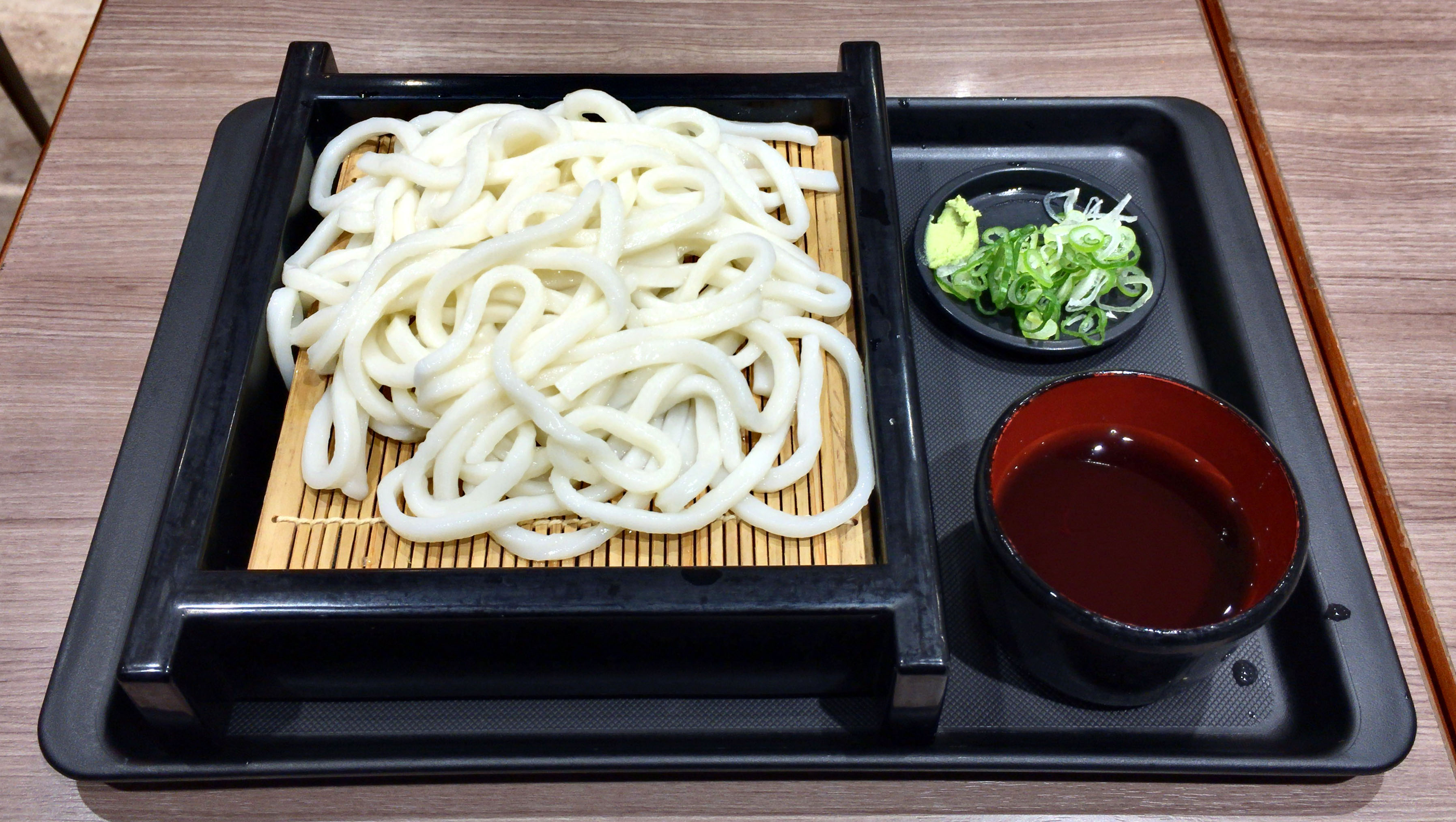
Mori udon

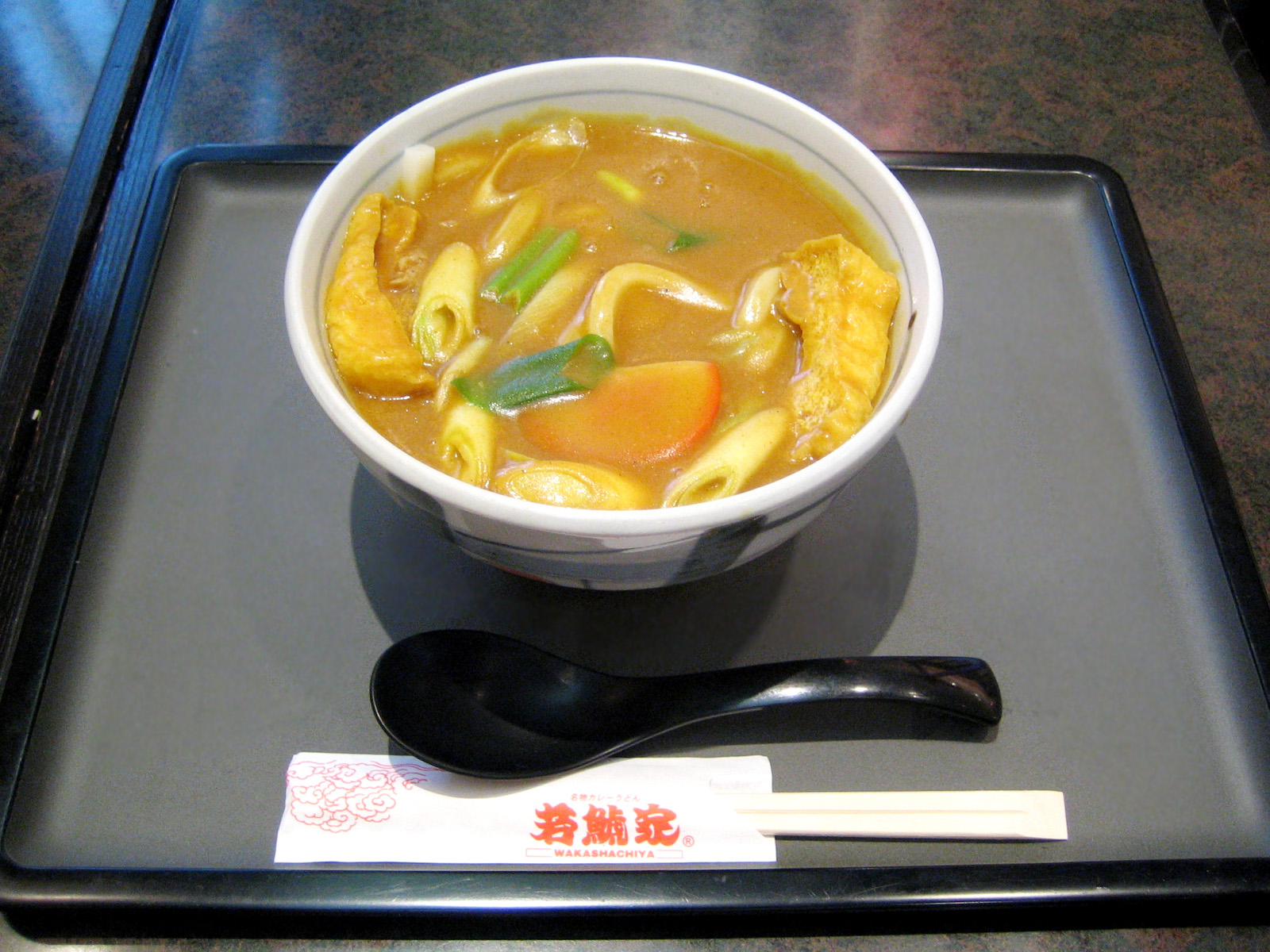
Cury udon

### Nhật Bản

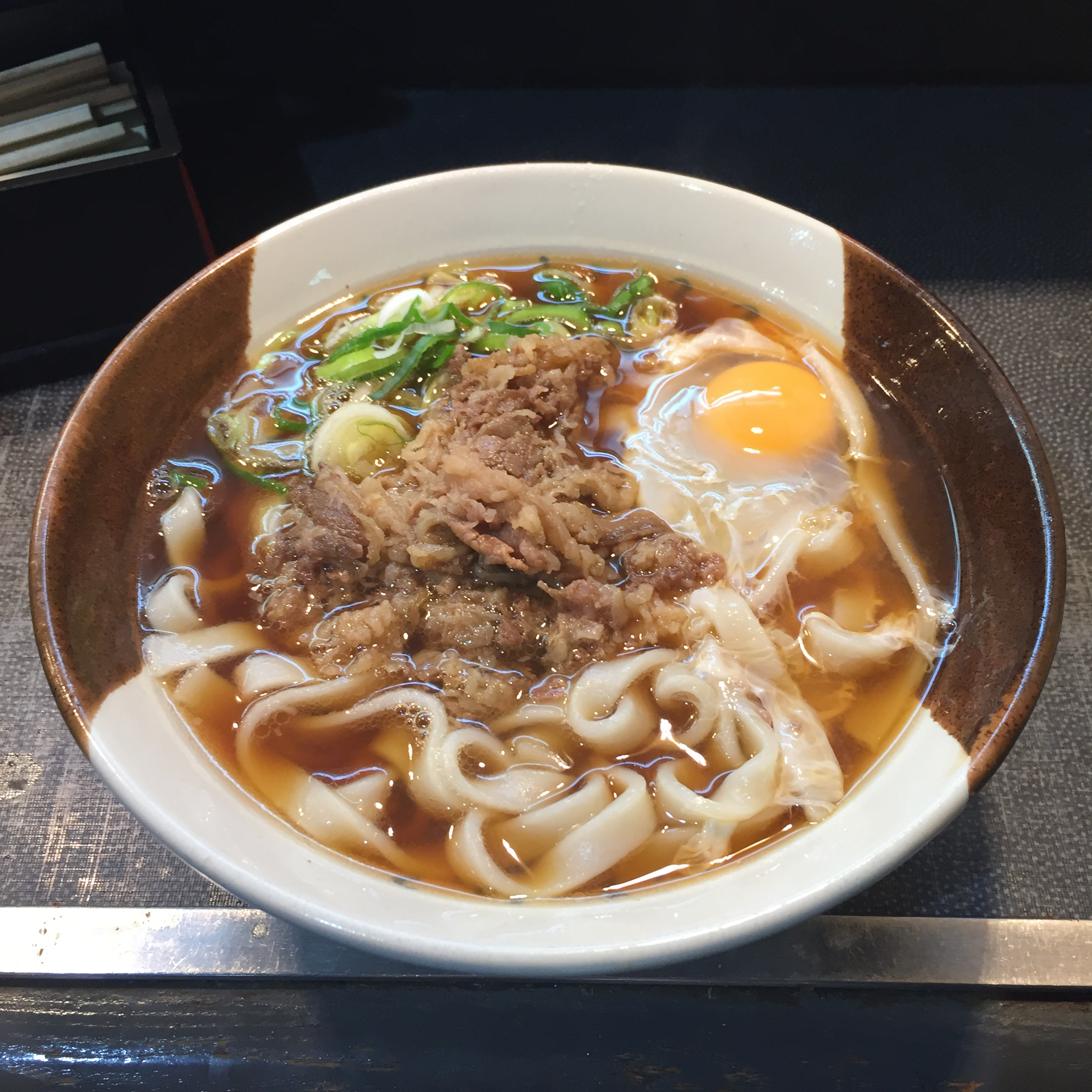
Kishimen, tại quầy bán udon đứng ở khu vực Shinkansen ở ga Nagoya

### Hàn Quốc

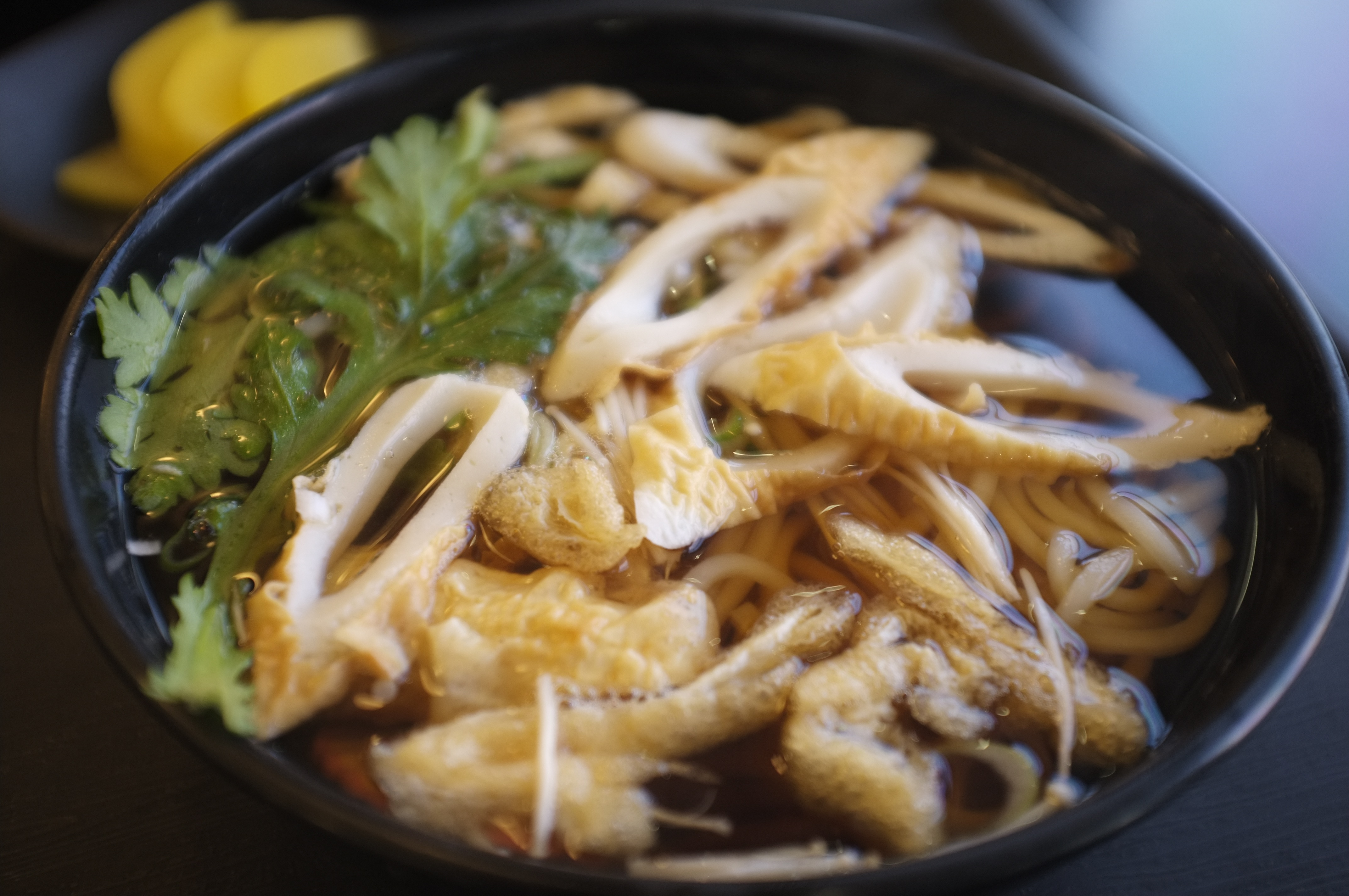
Udong, mì udon kiểu Hàn với rau cải cúc và eomuk (chả cá)

## Du lịch và udon

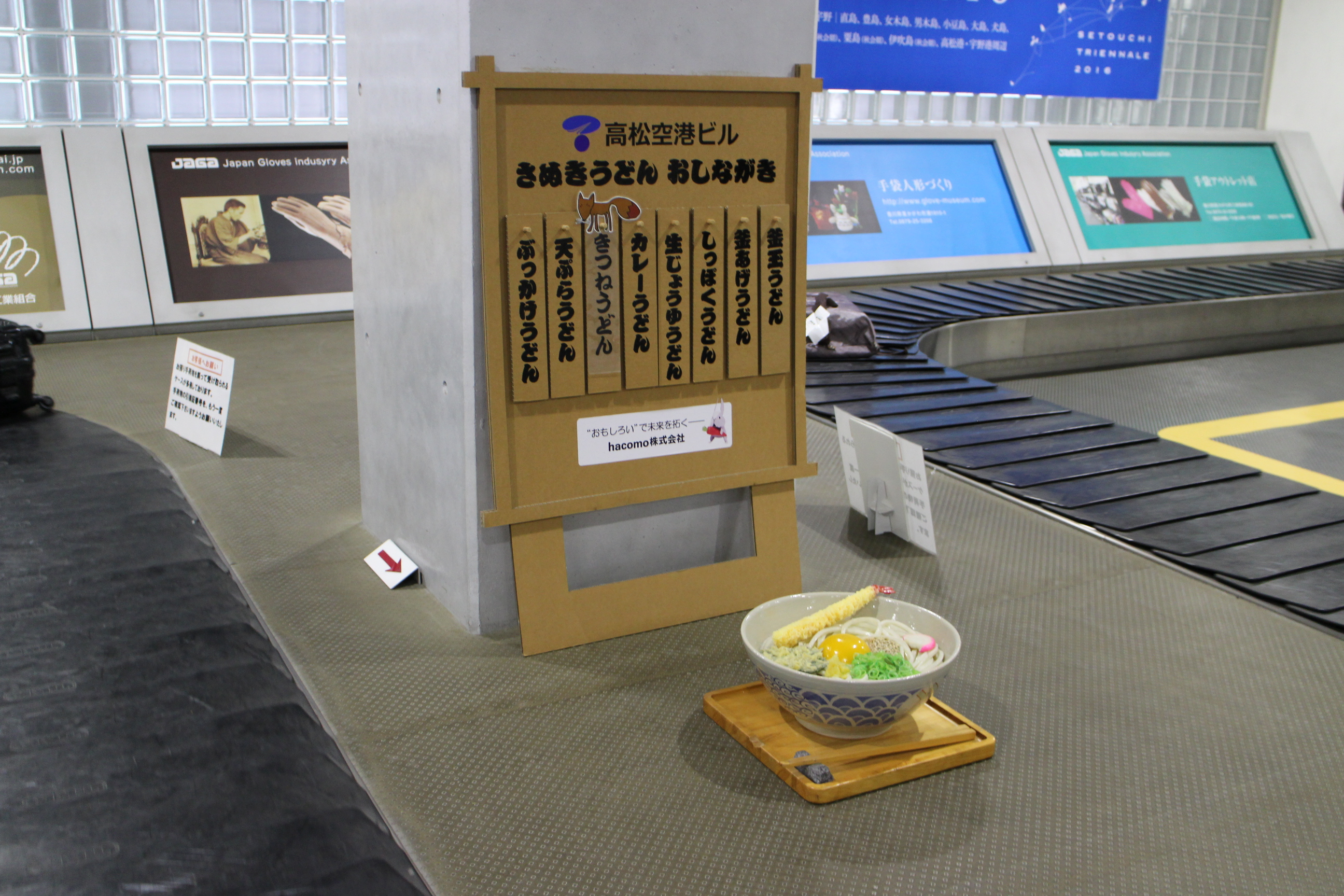
Mẫu bát udon và menu tại quầy hành lý ở Sân bay Takamatsu.

## Hình ảnh

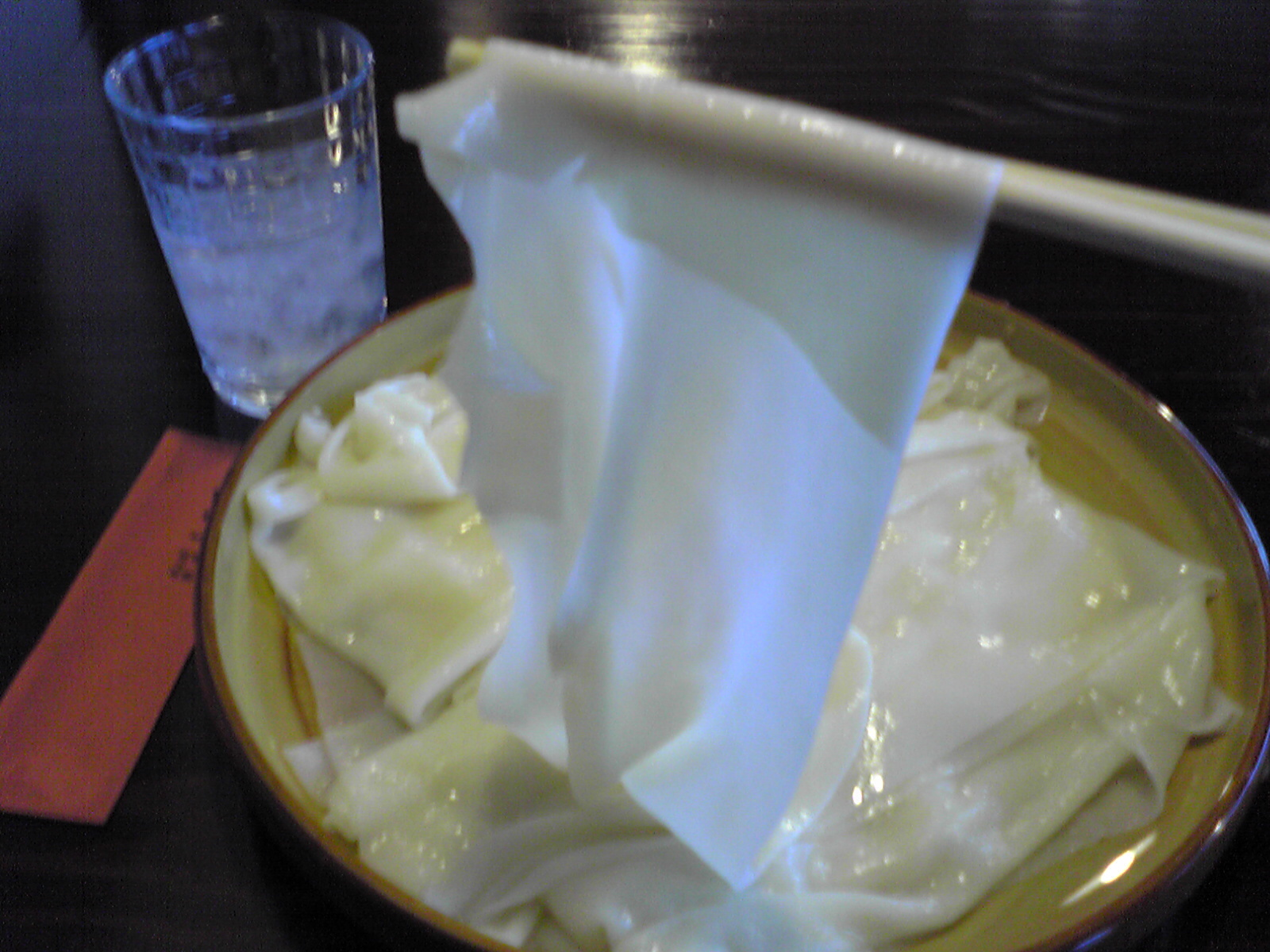
Himokawa
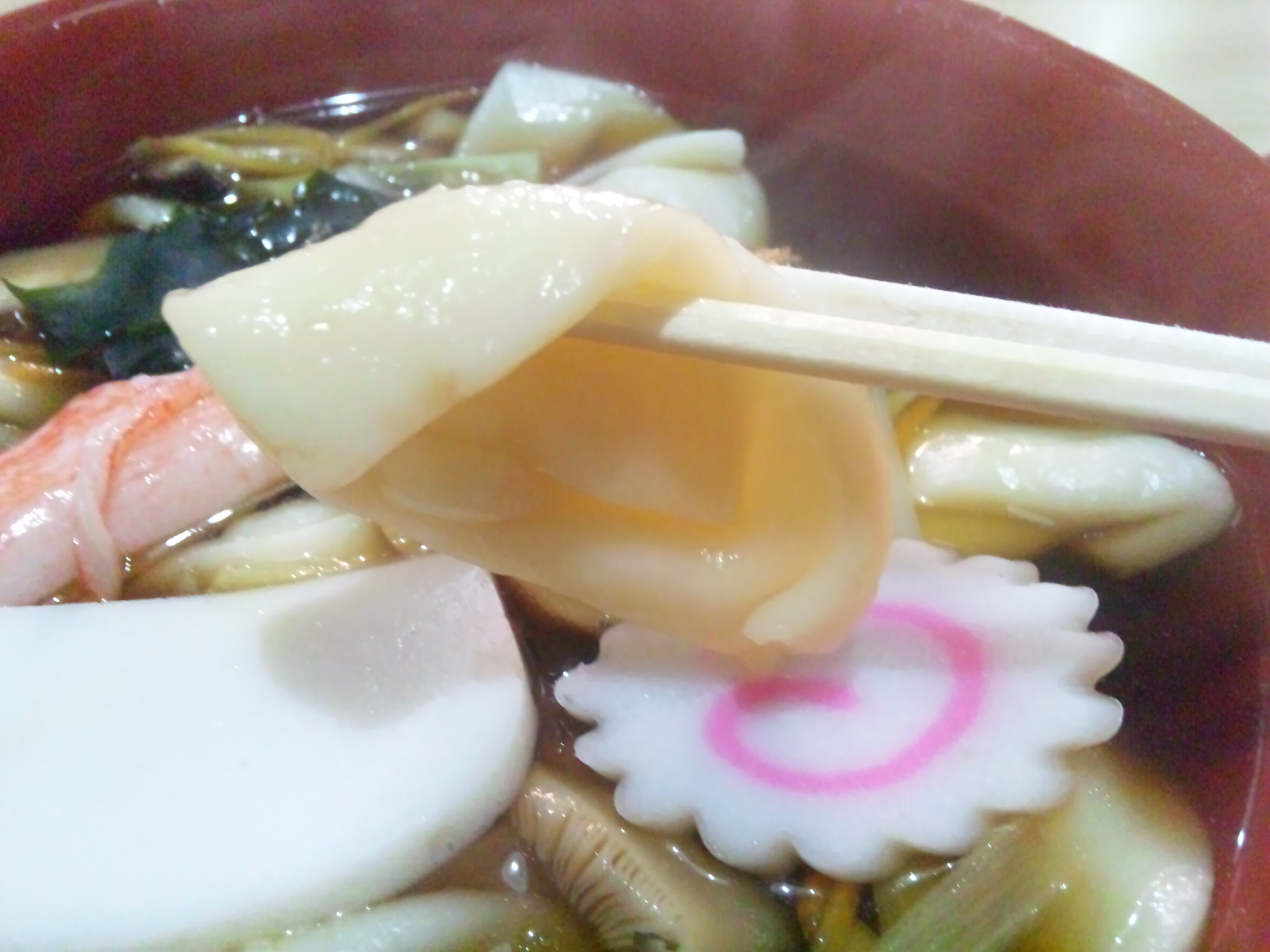
Mimi udon
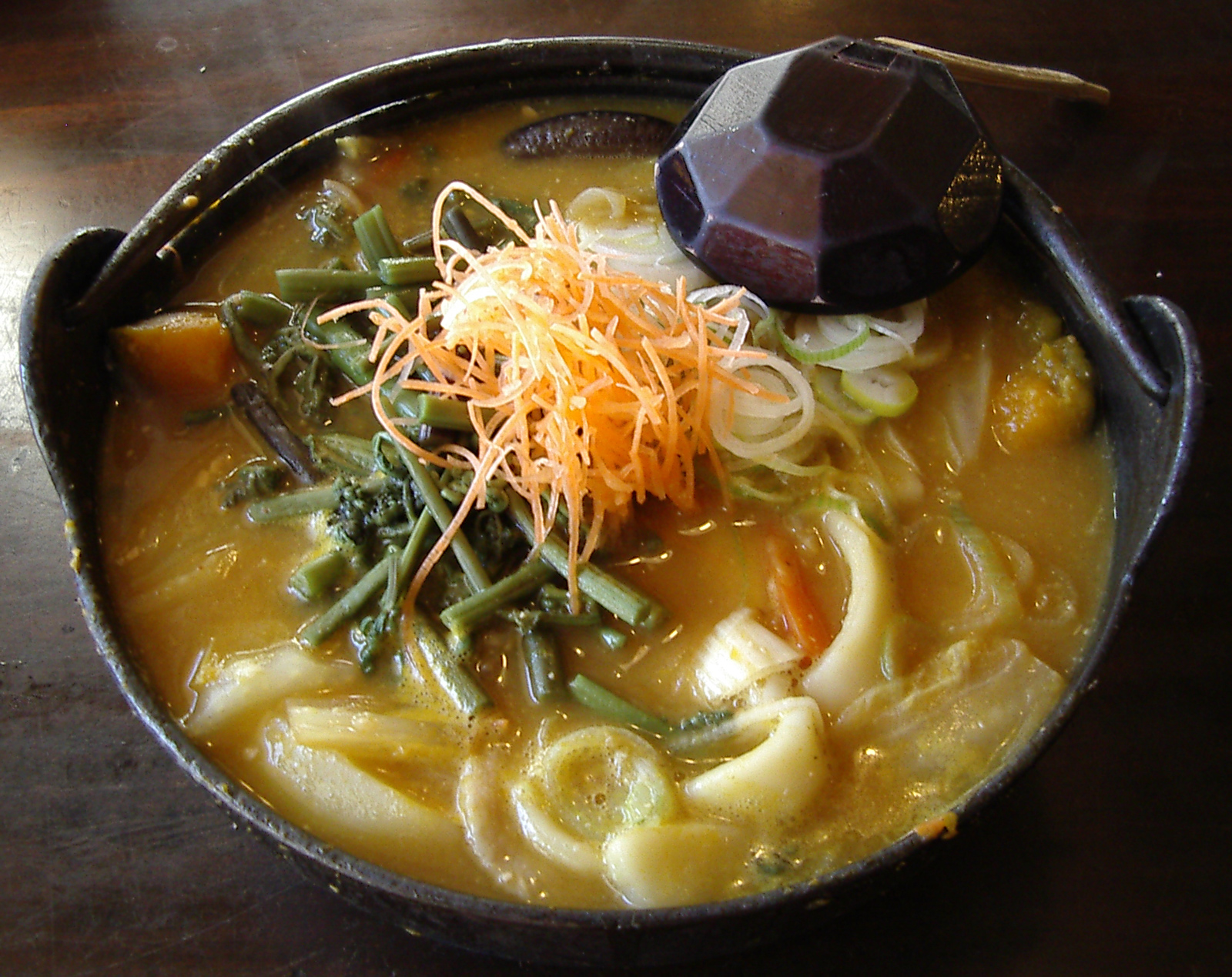
Hōtō
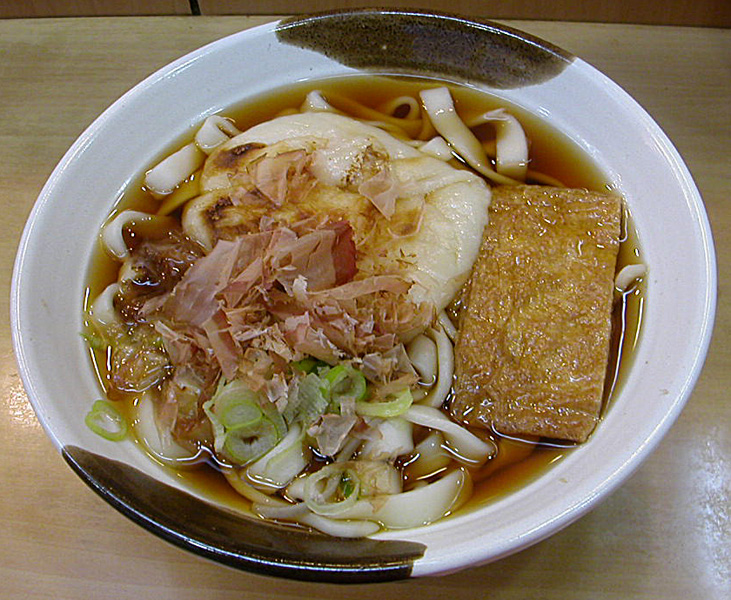
Kishimen
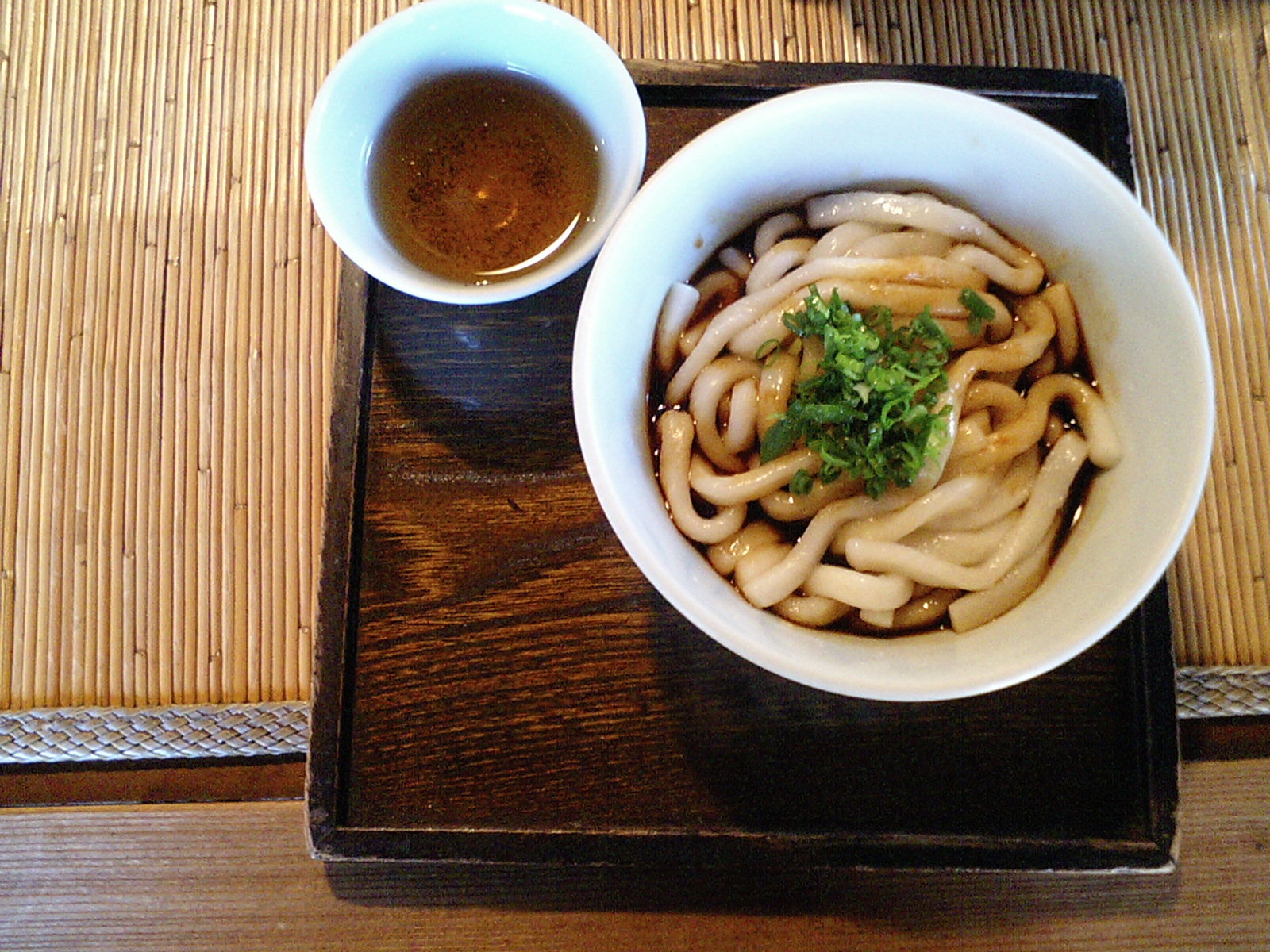
Ise udon
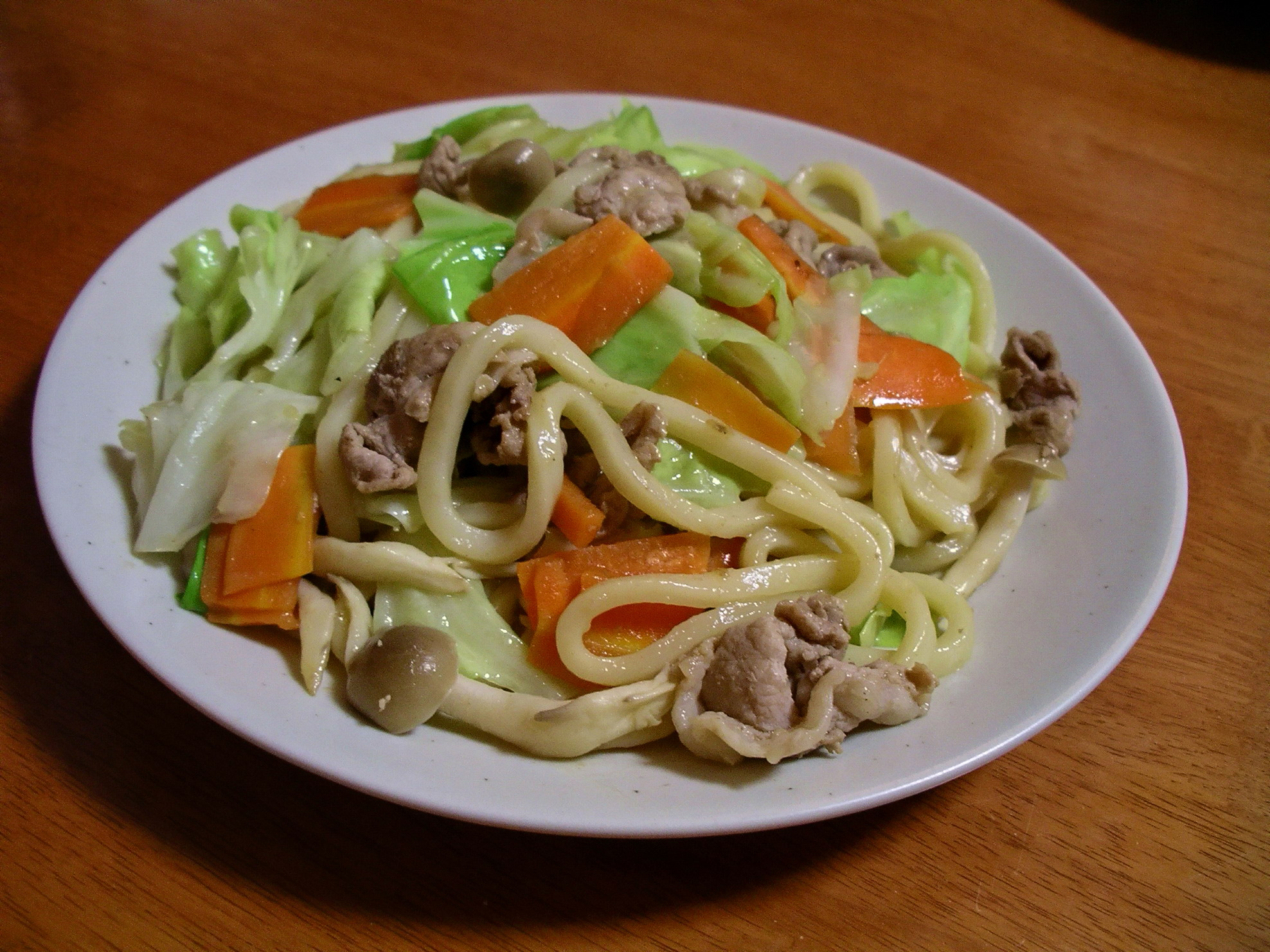
Yaki udon